# 埃娃·琳德

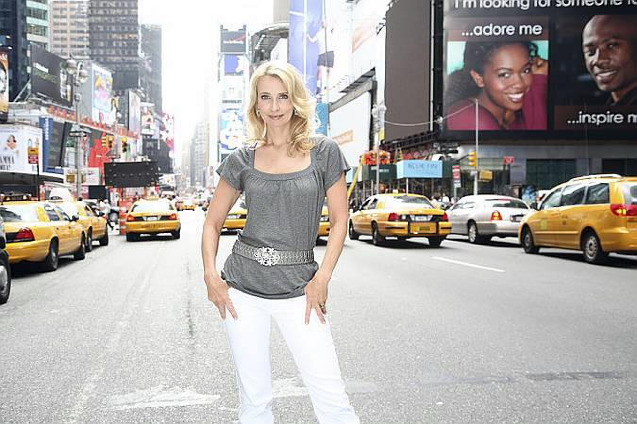

埃娃·琳德（Eva Lind），奥地利女高音歌唱家。
出生于奥地利的因斯布鲁克，她19岁時，以在维也纳国家歌剧院飾演歌剧《魔笛》中的夜后一角，以及在巴塞尔演出歌剧《拉美莫尔的露琪亚》，开始其演艺生涯。此后埃娃受邀至世界各地主要音乐厅以及歌剧院演出。
在维也纳国家歌剧院期间，埃娃还饰演过诸多著名歌剧的角色，如：Nannette（出自歌剧《法斯塔夫》）、Siebel（出自歌剧《浮士德》）、Sophie（出自歌剧《玫瑰骑士》）、Sophie（出自歌剧《维特》）、Celia（出自歌剧《鲁乔席拉》）、Lucia（出自歌剧《拉美莫尔的露琪亚》）以及Adele（出自歌剧《蝙蝠》）。
埃娃至今在世界上大大小小的城市音乐厅以及歌剧院表演过，诸如：米兰、巴黎、伦敦、纽约、维也纳、柏林、慕尼黑、汉堡、苏黎世、斯德哥尔摩、奥斯陆、马德里、阿姆斯特丹、布鲁塞尔、布宜诺斯艾利斯、北京、上海、香港、深圳、东京、大阪等。同时她也参演了许多的节日表演，如：在萨尔茨堡音乐节、维罗纳歌剧节、石勒苏毅格-荷尔斯泰因节、葛莱英德堡艺术节、慕尼黑歌剧节、舒伯特艺术节以及因斯布鲁克古典音乐节。
她的保留曲目包括意大利歌剧角色Lucia（出自歌剧《拉美莫尔的露琪亚》）、Amina（出自歌剧《梦游女》）、Marie（出自歌剧《军中女郎》）、Elvira（出自歌剧《清教徒》）、Violetta（出自歌剧《茶花女》）、Gilda（出自歌剧《弄臣》）以及莫扎特和施特劳斯经典歌剧中的角色Konstanze（出自歌剧《后宫诱逃》）、Sophie（出自歌剧《玫瑰骑士》）还有法语歌剧中的一些角色诸如Juliette（出自歌剧《罗密欧与朱丽叶》）、Manon，Ophelie（出自歌剧《哈姆雷特》）、Micaela（出自歌剧《卡门》）。
埃娃·琳德还与诸多世界级音乐大师同台合作过，如：鲁契亚诺·帕瓦罗蒂、普拉西多·多明戈、何塞·卡雷拉斯并且她还与许多著名指挥同台演出过，如：穆蒂、阿巴多、索迪、哈农库特、安德鲁·普列文、梅纽因、马里、萨瓦莉施、马世尔、泰特、普列特莱以及小泽。
埃娃除了参与了许多的歌剧演出，她还参与了许多的音乐会（如：莫扎特的c小调弥撒、贝多芬的D大调庄严弥撒、海顿的创世纪以及奥尔夫的卡尔米拉.布拉那等。）以及独唱音乐会（演唱了莫扎特、门德尔松、舒伯特、舒曼、沃尔夫、勃拉姆斯、施特劳斯、李斯特、马勒、加布里埃尔·福莱以及德彪西等人的音乐作品）。
如今大量的唱片记录了艺术家的种种卓越演艺。埃娃·琳德至今已经录制了诸多完整的歌剧作品（如：由Jeffrey Tate指挥的《霍夫曼的故事》、由Neville Marriner指挥的《魔笛》、由Colin Davis指挥的《自由射手》以及其他许多著名歌剧）与此同时也录制了10个人唱片曲以及3张DVD光盘。
埃娃·琳德也曾进行过多次来华演出:2003年埃娃在香港与斯图加特国家歌剧院合作演绎了莫扎特经典歌剧《后宫诱逃》中的Konstanze一角；2005年她再次来华与中国著名男中音廖昌永先生于上海歌剧院同台合作，演绎了著名歌剧《塞维利亚的理发师》中Rosina一角（罗马歌剧院版本）；2007年埃娃又在上海举行了一场庆典音乐会；2011年她又携手德国柏林爱乐乐团在中国几大城市进行巡回演出（其巡演城市有北京，上海，大连，长沙等地）并且于2012年12月，埃娃被邀请作为德国广播交响乐团中国巡演深圳站音乐会演出的驻场嘉宾。

## 外部連結
- 官方网站